# Michailow-Halbinsel
Die Michailow-Halbinsel (russisch Полуостров Михайлова, wiss. Transliteration Poluostrov Michajlova) ist eine Halbinsel im Norden Sibiriens. Sie gehört administrativ zum Taimyrski Dolgano-Nenezki Rajon der  russischen Region Krasnojarsk. Namensgeber ist der russische General Konstantin Iwanowitsch Michailow (1838–1918), ein aktives Mitglied der Kaiserlich Russischen Geographischen Gesellschaft.

## Geographie
Die bis zu 12 Kilometer breite Halbinsel befindet sich an der Chariton-Laptew-Küste im westlichen Teil der größeren Taimyrhalbinsel. Sie erstreckt sich vom Fluss Otmelaja im Osten 29 Kilometer nach Westen. Im Norden grenzt die Halbinsel an die offene Karasee, im Süden an die Michailowbucht, die auf der Höhe von Kap Isgib durch die gegenüber liegende Woronzow-Halbinsel in einen inneren und einen äußeren Bereich geteilt wird. Südwestlich liegt die Insel Kolosowych, die größte der Minin-Schären, nordwestlich befinden sich in etwa 25 km Entfernung die Scott-Hansen-Inseln. An der Spitze der Michailow-Halbinsel hat sich eine mehrere Kilometer im Bogen erst nach Süden, dann Südosten erstreckende Nehrung gebildet, die am Kap Michailow endet. Das Innere der Halbinsel besteht aus flacher, sumpfiger Tundra mit zahlreichen Seen. Das größte Fließgewässer ist die Tundrowaja, die in die äußere Michailowbucht mündet. An den meist flachen Küsten gibt es an mehreren Stellen Strandseen. Die Nordküste weist auch steile Abschnitte auf. Die höchste Erhebung liegt zentral und hat eine Höhe von 31 m. Nur wenige der Hügel sind benannt wie die Gora Chabot (26 m) im Norden und die Gora Bugorok (23 m) im Osten.
Die Michailow-Halbinsel ist unbewohnt. Für Havarie-Notfälle steht an der Südküste eine offene Winterhütte mit Vorräten an Proviant und Kraftstoff. An der Nordwestküste befindet sich eines der den nördlichen Seeweg markierenden Leuchtfeuer auf einem 13 m hohen pyramidenförmigen Holzgerüstturm. Seine Feuerhöhe beträgt 35 m, die Tragweite des alle 9 Sekunden ausgestrahlten Blitzes 10 Seemeilen.

## Geschichte
Im Jahr 1921 kam eine von Nikifor Begitschew (1874–1927) geführte sowjetisch-norwegische Expedition auf der Suche nach zwei Teilnehmern an Roald Amundsens Maud-Expedition auf die Michailow-Halbinsel. Peter Lorents Tessem (1875–1919) und Paul Knudsen (1889–1919) waren am 15. Oktober 1919 mit einem Hundeschlitten von der in der Wilkizkistraße eingefrorenen Maud aufgebrochen, hatten ihr Ziel, das 800 km entfernte Dikson, aber nicht erreicht. Begitschew fand an der Michailowbucht einen Lagerplatz mit verkohlten Knochen, den Überresten eines Taschenbarometers, ein Taschenmesser, Teile eines Brillengestells, eine französische Münze, Schnallen, Knöpfe, Gewehrpatronen, Nägel und andere kleine Gegenstände. In der Annahme, einen der vermissten Norweger gefunden zu haben, begruben sie die Knochen und errichteten ein Grabkreuz. Als Nikolai Urwanzew ein Jahr später weiter westlich die Skier beider Norweger und schließlich den Leichnam Peter Tessems fand, war offensichtlich, dass das Lager an der Bucht nicht den Norwegern zugeordnet werden konnte. Es wird daher inzwischen angenommen, dass es auf die 1913 verschollene Expedition Wladimir Russanows zurückgeht, deren Spuren auch auf einigen Inseln in der Umgebung gefunden wurden.